# John Marshall Rose

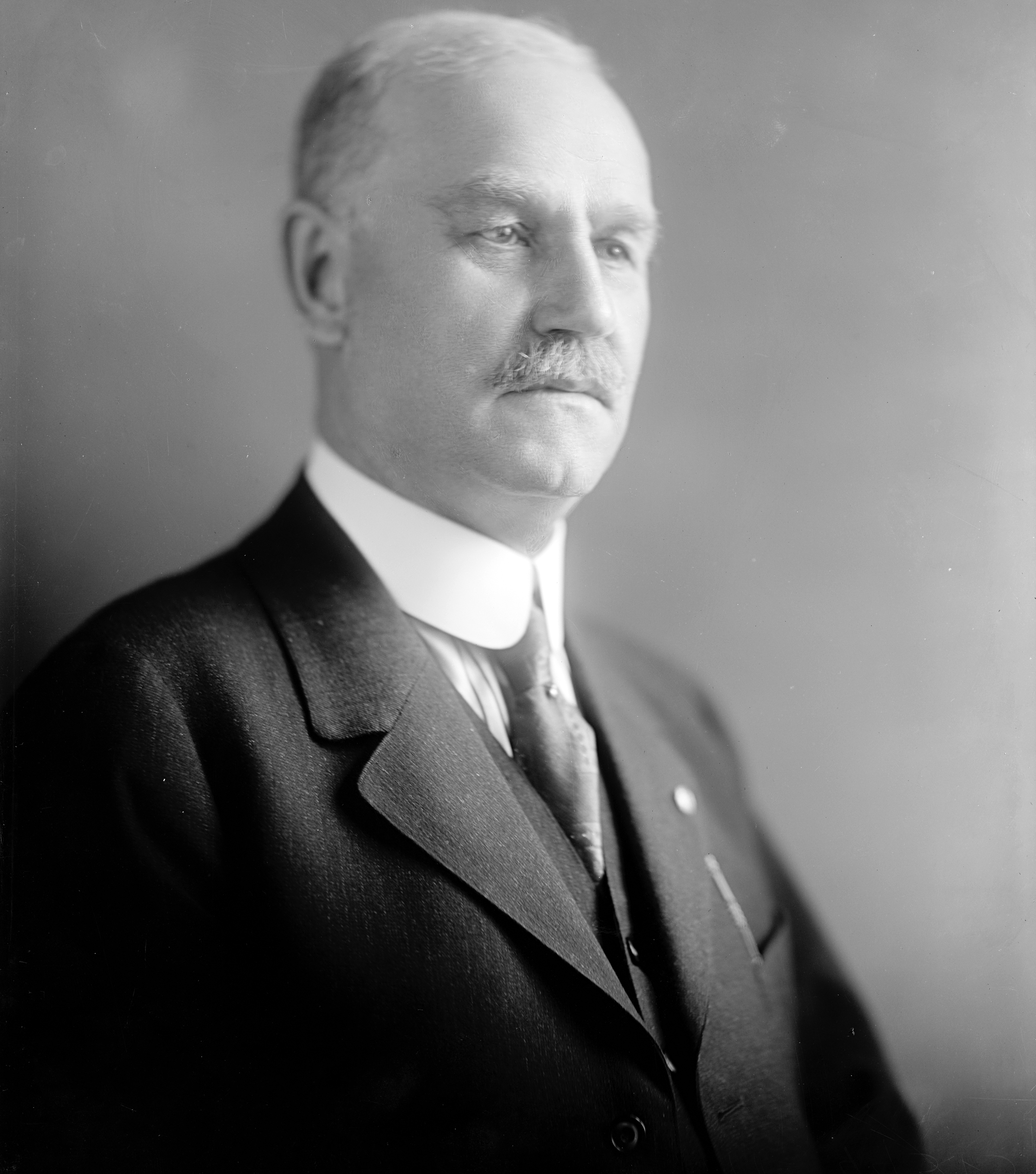
John Marshall Rose

John Marshall Rose (* 18. Mai 1856 in Johnstown, Cambria County, Pennsylvania; † 22. April 1923 in Washington, D.C.) war ein US-amerikanischer Politiker. Zwischen 1917 und 1923 vertrat er den Bundesstaat Pennsylvania im US-Repräsentantenhaus.

## Werdegang
John Rose besuchte die öffentlichen Schulen seiner Heimat. Im Jahr 1880 absolvierte er das Washington & Jefferson College in Washington (Pennsylvania). Anschließend unterrichtete er für einige Zeit als Lehrer. Nach einem Jurastudium und seiner im Jahr 1884 erfolgten Zulassung als Rechtsanwalt begann er in Johnstown in diesem Beruf zu arbeiten. Gleichzeitig schlug er als Mitglied der Republikanischen Partei eine politische Laufbahn ein. Im Jahr 1889 war er Abgeordneter im Repräsentantenhaus von Pennsylvania.
Bei den Kongresswahlen des Jahres 1916 wurde Rose im 19. Wahlbezirk von Pennsylvania in das US-Repräsentantenhaus in Washington gewählt, wo er am 4. März 1917 die Nachfolge des Demokraten Warren Worth Bailey antrat. Nach zwei Wiederwahlen konnte er bis zum 3. März 1923 drei Legislaturperioden im Kongress absolvieren. In diese Zeit fielen der amerikanische Kriegseintritt in den Ersten Weltkrieg und im Jahr 1918 das Ende dieses Krieges. Während seiner Zeit im Kongress wurden der 18. und der 19. Verfassungszusatz ratifiziert.
Im Jahr 1922 verzichtete John Rose auf eine weitere Kongresskandidatur. Er starb am 22. April 1923 in Washington, nur wenige Wochen nach dem Ende seiner letzten Legislaturperiode im Kongress. Rose fand seine letzte Ruhestätte in seiner Heimatstadt Johnstown.